# Villers-lès-Guise
Villers-lès-Guise é uma comuna francesa na região administrativa de Altos da França, no departamento de Aisne. Estende-se por uma área de 8,06 km². Em 2010 a comuna tinha 166 habitantes (densidade: 20,6 hab./km²).